# Coppa del Mondo di snowboard 2011
La stagione della Coppa del Mondo di snowboard 2011 è la diciassettesima edizione della manifestazione organizzata dalla Federazione Internazionale Sci; è iniziata il 10 ottobre 2010 a Landgraaf nei Paesi Bassi e si è conclusa il 27 marzo 2011 ad Arosa in Svizzera.
Si sono disputate 29 gare maschili (6 giganti paralleli, 4 slalom paralleli, 7 snowboard cross, 2 slopestyle, 6 halfpipe e 4 big air) e 25 femminili (6 giganti paralleli, 4 slalom paralleli, 7 snowboard cross, 2 slopestyle e 6 big air).
Per ogni disciplina è stata assegnata una Coppa del Mondo, sono inoltre state assegnate una Coppa del Mondo generale di parallelo e snowboard cross, data dalla somma dei punteggi ottenuti tra parallelo e snowboard cross, e una di freestyle, data da slopestyle, halfipipe e big air.

## Uomini

### Risultati
| Data              | Luogo           | Spec. | Primo                                  | Secondo                                      | Terzo                                        |
| ----------------- | --------------- | ----- | -------------------------------------- | -------------------------------------------- | -------------------------------------------- |
| 12 settembre 2010 | Chapelco        | SBX   | annullata                              | annullata                                    | annullata                                    |
| 10 ottobre 2010   | Landgraaf       | PSL   | Andreas Prommegger                     | Roland Fischnaller                           | Aaron March                                  |
| 30 ottobre 2010   | Londra          | BA    | Marko Grilc                            | Ståle Sandbech                               | Seppe Smits                                  |
| 4 novembre 2010   | Saas-Fee        | HP    | Tore Viken Holvik                      | Ryō Aono                                     | Mathieu Crepél                               |
| 20 novembre 2010  | Stoccolma       | BA    | Sébastien Toutant                      | Petja Piiroinen                              | Patrick Burgener                             |
| 3 dicembre 2010   | Seul            | BA    | annullata                              | annullata                                    | annullata                                    |
| 7 dicembre 2010   | Lech am Arlberg | SBX   | Nate Holland                           | Tom Velisek                                  | Mario Fuchs                                  |
| 8 dicembre 2010   | Lech am Arlberg | SBX   | Luca Matteotti                         | Alex Pullin                                  | Paul-Henri de Le Rue                         |
| 10 dicembre 2010  | Limone Piemonte | PGS   | Benjamin Karl                          | Andreas Prommegger                           | Manuel Veith                                 |
| 11 dicembre 2010  | Limone Piemonte | PSL   | Roland Fischnaller                     | Aaron March                                  | Roland Haldi                                 |
| 16 dicembre 2011  | Telluride       | PGS   | Rok Flander                            | Kaspar Flütsch                               | Manuel Veith                                 |
| 17 dicembre 2011  | Telluride       | SBX   | Pierre Vaultier                        | Seth Wescott                                 | Alex Pullin                                  |
| 18 dicembre 2011  | Telluride       | SBX   | Italia Luca Matteotti Alberto Schiavon | Stati Uniti II Jonathan Cheever Alex Deibold | Stati Uniti III Nick Baumgartner Jayson Hale |
| 9 gennaio 2011    | Bad Gastein     | PSL   | Benjamin Karl                          | Aaron March                                  | Simon Schoch                                 |
| 26 gennaio 2011   | Denver          | BA    | Rocco van Straten                      | Zachary Stone                                | Michael Macho                                |
| 8 febbraio 2011   | Yongpyong       | SBX   | annullata                              | annullata                                    | annullata                                    |
| 9 febbraio 2011   | Yongpyong       | PGS   | Benjamin Karl                          | Siegfried Grabner                            | Aaron March                                  |
| 13 febbraio 2011  | Yabuli          | HP    | Nathan Johnstone                       | Zhang Yiwei                                  | Shi Wancheng                                 |
| 17 febbraio 2011  | Stoneham        | SBX   | Nick Baumgartner                       | Jonathan Cheever                             | David Speiser                                |
| 18 febbraio 2011  | Stoneham        | HP    | Ryō Aono                               | Taku Hiraoka                                 | Kazuumi Fujita                               |
| 19 febbraio 2011  | Stoneham        | BA    | Sébastien Toutant                      | Matts Kulisek                                | Stefan Falkeis                               |
| 20 febbraio 2011  | Stoneham        | PGS   | Benjamin Karl                          | Andreas Prommegger                           | Matthew Morison                              |
| 26 febbraio 2011  | Calgary         | HP    | Ryō Aono                               | Nathan Johnstone                             | Zhang Yiwei                                  |
| 26 febbraio 2011  | Calgary         | SBS   | Clemens Schattschneider                | Robby Balharry                               | Zachary Stone                                |
| 5 febbraio 2011   | Mosca           | PSL   | Roland Fischnaller                     | Rok Marguč                                   | Simon Schoch                                 |
| 11 marzo 2011     | Bardonecchia    | HP    | Nathan Johnstone                       | Johann Baisamy                               | Arthur Longo                                 |
| 13 marzo 2011     | Bardonecchia    | SBS   | Alexey Sobolev                         | Milu Multhaup-Appleton                       | Clemens Schattschneider                      |
| 18 marzo 2011     | Valmalenco      | SBX   | Alberto Schiavon                       | Jonathan Cheever                             | Nate Holland                                 |
| 19 marzo 2011     | Valmalenco      | PGS   | Sylvain Dufour                         | Andreas Prommegger                           | Roland Haldi                                 |
| 24 marzo 2011     | Arosa           | SBX   | Seth Wescott                           | Pierre Vaultier                              | Paul-Henri de Le Rue                         |
| 25 marzo 2011     | Arosa           | SBX   | Alex Pullin                            | Luca Matteotti                               | Nick Baumgartner                             |
| 26 marzo 2011     | Arosa           | HP    | Jurij Podladčikov                      | Jan Scherrer                                 | Patrick Burgener                             |
| 27 marzo 2011     | Arosa           | PGS   | Andreas Prommegger                     | Roland Fischnaller                           | Nevin Galmarini                              |

Legenda: 

PGS = Slalom gigante parallelo 

PSL = Slalom parallelo 

SBX = Snowboard cross 

SBS = Slopestyle 

HP = Halfpipe 

BA = Big air

### Classifiche

#### Generale PAR+SBX
| Pos. | Nome               | Nazione   | Punti |
| ---- | ------------------ | --------- | ----- |
| 1    | Benjamin Karl      | Austria   | 4950  |
| 2    | Andreas Prommegger | Austria   | 4850  |
| 3    | Roland Fischnaller | Italia    | 4550  |
| 4    | Aaron March        | Italia    | 3450  |
| 4    | Alex Pullin        | Australia | 3270  |

#### Generale freestyle
| Pos. | Nome                    | Nazione     | Punti |
| ---- | ----------------------- | ----------- | ----- |
| 1    | Nathan Johnstone        | Australia   | 3510  |
| 2    | Clemens Schattschneider | Austria     | 2960  |
| 3    | Ryō Aono                | Giappone    | 2800  |
| 4    | Sébastien Toutant       | Canada      | 2220  |
| 5    | Rocco van Straten       | Paesi Bassi | 2090  |

#### Parallelo
| Pos. | Nome               | Nazione  | Punti |
| ---- | ------------------ | -------- | ----- |
| 1    | Benjamin Karl      | Austria  | 5790  |
| 2    | Andreas Prommegger | Austria  | 5740  |
| 3    | Roland Fischnaller | Italia   | 5420  |
| 4    | Aaron March        | Italia   | 3890  |
| 5    | Simon Schoch       | Svizzera | 3450  |

#### Snowboard cross
| Pos. | Nome             | Nazione     | Punti |
| ---- | ---------------- | ----------- | ----- |
| 1    | Alex Pullin      | Australia   | 3270  |
| 2    | Pierre Vaultier  | Francia     | 3210  |
| 3    | Jonathan Cheever | Stati Uniti | 2690  |
| 4    | Luca Matteotti   | Italia      | 2480  |
| 5    | Markus Schairer  | Austria     | 2160  |

#### Halfpipe
| Pos. | Nome             | Nazione   | Punti |
| ---- | ---------------- | --------- | ----- |
| 1    | Nathan Johnstone | Australia | 3510  |
| 2    | Ryō Aono         | Giappone  | 2800  |
| 3    | Arthur Longo     | Francia   | 1600  |
| 4    | Zhang Yiwei      | Cina      | 1470  |
| 5    | Aluan Ricciardi  | Francia   | 1350  |

#### Big air + Slopestyle
| Pos. | Nome                    | Nazione     | Punti |
| ---- | ----------------------- | ----------- | ----- |
| 1    | Clemens Schattschneider | Austria     | 2960  |
| 2    | Sébastien Toutant       | Canada      | 2220  |
| 3    | Rocco van Straten       | Paesi Bassi | 1845  |
| 4    | Stefan Falkeis          | Austria     | 1770  |
| 5    | Adrian Krainer          | Austria     | 1676  |

## Donne

### Risultati
| Data              | Luogo           | Spec. | Primo                                              | Secondo                              | Terzo                                                  |
| ----------------- | --------------- | ----- | -------------------------------------------------- | ------------------------------------ | ------------------------------------------------------ |
| 12 settembre 2010 | Chapelco        | SBX   | annullata                                          | annullata                            | annullata                                              |
| 10 ottobre 2010   | Landgraaf       | PSL   | Ekaterina Tudegeševa                               | Heidi Neururer                       | Alëna Zavarzina                                        |
| 4 novembre 2010   | Saas-Fee        | HP    | Cai Xuetong                                        | Sun Zhifeng                          | Ursina Haller                                          |
| 7 dicembre 2010   | Lech am Arlberg | SBX   | Dominique Maltais                                  | Maëlle Ricker                        | Yuka Fujimori                                          |
| 8 dicembre 2010   | Lech am Arlberg | SBX   | Dominique Maltais                                  | Maëlle Ricker                        | Aleksandra Žekova                                      |
| 10 dicembre 2010  | Limone Piemonte | PGS   | Ekaterina Tudegeševa                               | Alëna Zavarzina                      | Svetlana Boldykova                                     |
| 11 dicembre 2010  | Limone Piemonte | PSL   | Patrizia Kummer                                    | Fränzi Mägert-Kohli                  | Ekaterina Iljuchina                                    |
| 16 dicembre 2011  | Telluride       | PGS   | Fränzi Mägert-Kohli                                | Isabella Laböck                      | Ekaterina Tudegeševa                                   |
| 17 dicembre 2011  | Telluride       | SBX   | Dominique Maltais                                  | Aleksandra Žekova                    | Maëlle Ricker                                          |
| 18 dicembre 2011  | Telluride       | SBX   | Bulgaria Aleksandra Žekova Norvegia Helene Olafsen | Austria Susanne Moll Maria Ramberger | Stati Uniti Callan Chythlook-Sifsof Lindsey Jacobellis |
| 9 gennaio 2011    | Bad Gastein     | PSL   | Ekaterina Tudegeševa                               | Marion Kreiner                       | Claudia Riegler                                        |
| 8 febbraio 2011   | Yongpyong       | SBX   | annullata                                          | annullata                            | annullata                                              |
| 9 febbraio 2011   | Yongpyong       | PGS   | Marion Kreiner                                     | Fränzi Mägert-Kohli                  | Svetlana Boldykova                                     |
| 13 febbraio 2011  | Yabuli          | HP    | Liu Jiayu                                          | Cai Xuetong                          | Li Shuang                                              |
| 17 febbraio 2011  | Stoneham        | SBX   | Lindsey Jacobellis                                 | Dominique Maltais                    | Déborah Anthonioz                                      |
| 18 febbraio 2011  | Stoneham        | HP    | Cai Xuetong                                        | Holly Crawford                       | Haruna Matsumoto                                       |
| 20 febbraio 2011  | Stoneham        | PGS   | Ekaterina Tudegeševa                               | Claudia Riegler                      | Marion Kreiner                                         |
| 26 febbraio 2011  | Calgary         | HP    | Cai Xuetong                                        | Holly Crawford                       | Haruna Matsumoto                                       |
| 26 febbraio 2011  | Calgary         | SBS   | Allyson Carroll                                    | Brooke Voigt                         | Pia Meusburger                                         |
| 5 marzo 2011      | Mosca           | PSL   | Ekaterina Tudegeševa                               | Tomoka Takeuchi                      | Doris Günther                                          |
| 11 marzo 2011     | Bardonecchia    | HP    | Holly Crawford                                     | Mirabelle Thovex                     | Paulina Ligocka                                        |
| 13 marzo 2011     | Bardonecchia    | SBS   | Katarzyna Rusin                                    | Anja Štefan                          | Lou Chatebelard                                        |
| 18 marzo 2011     | Valmalenco      | SBX   | Lindsey Jacobellis                                 | Eva Samková                          | Déborah Anthonioz                                      |
| 19 marzo 2011     | Valmalenco      | PGS   | Ekaterina Tudegeševa                               | Isabella Laböck                      | Julia Dujmovits                                        |
| 24 marzo 2011     | Arosa           | SBX   | Aleksandra Žekova                                  | Callan Chythlook-Sifsof              | Zoe Gillings                                           |
| 25 marzo 2011     | Arosa           | SBX   | Aleksandra Žekova                                  | Lindsey Jacobellis                   | Nelly Moenne-Loccoz                                    |
| 26 marzo 2011     | Arosa           | HP    | Queralt Castellet                                  | Holly Crawford                       | Cai Xuetong                                            |
| 27 marzo 2011     | Arosa           | PGS   | Fränzi Mägert-Kohli                                | Ekaterina Tudegeševa                 | Julia Dujmovits                                        |

Legenda: 

PGS = Slalom gigante parallelo 

PSL = Slalom parallelo 

SBX = Snowboard cross 

SBS = Slopestyle 

HP = Halfpipe 

BA = Big air

### Classifiche

#### Generale PAR+SBX
| Pos. | Nome                 | Nazione  | Punti |
| ---- | -------------------- | -------- | ----- |
| 1    | Ekaterina Tudegeševa | Russia   | 6000  |
| 2    | Dominique Maltais    | Canada   | 4800  |
| 3    | Fränzi Mägert-Kohli  | Svizzera | 4600  |
| 4    | Aleksandra Žekova    | Bulgaria | 4040  |
| 5    | Marion Kreiner       | Austria  | 3700  |

#### Generale freestyle
| Pos. | Nome                   | Nazione   | Punti |
| ---- | ---------------------- | --------- | ----- |
| 1    | Xuetong Cai            | Cina      | 4000  |
| 2    | Holly Crawford         | Australia | 3900  |
| 3    | Sun Zhifeng            | Cina      | 2300  |
| 4    | Mirabelle Thovex       | Francia   | 2270  |
| 5    | Anne Sophie Pellissier | Francia   | 1960  |

#### Parallelo
| Pos. | Nome                 | Nazione  | Punti |
| ---- | -------------------- | -------- | ----- |
| 1    | Ekaterina Tudegeševa | Russia   | 7690  |
| 2    | Fränzi Mägert-Kohli  | Svizzera | 5770  |
| 3    | Marion Kreiner       | Austria  | 4540  |
| 4    | Claudia Riegler      | Austria  | 3900  |
| 5    | Isabella Laböck      | Germania | 3510  |

#### Snowboard cross
| Pos. | Nome                    | Nazione     | Punti |
| ---- | ----------------------- | ----------- | ----- |
| 1    | Dominique Maltais       | Canada      | 4800  |
| 2    | Aleksandra Žekova       | Bulgaria    | 4040  |
| 3    | Lindsey Jacobellis      | Stati Uniti | 3610  |
| 4    | Déborah Anthonioz       | Francia     | 2680  |
| 5    | Callan Chythlook-Sifsof | Stati Uniti | 2210  |

#### Halfpipe
| Pos. | Nome                   | Nazione   | Punti |
| ---- | ---------------------- | --------- | ----- |
| 1    | Cai Xuetong            | Cina      | 4400  |
| 2    | Holly Crawford         | Australia | 3900  |
| 3    | Sun Zhifeng            | Cina      | 2300  |
| 4    | Mirabelle Thovex       | Francia   | 2270  |
| 5    | Anne Sophie Pellissier | Francia   | 1960  |

#### Big air + Slopestyle
| Pos. | Nome            | Nazione     | Punti |
| ---- | --------------- | ----------- | ----- |
| 1    | Katarzyna Rusin | Polonia     | 1000  |
|      | Allyson Carroll | Stati Uniti | 1000  |
| 3    | Anja Štefan     | Croazia     | 800   |
|      | Brooke Voight   | Canada      | 800   |
| 5    | Pia Meusburger  | Austria     | 600   |
|      | Lou Chabelard   | Francia     | 600   |